# Giuseppe Vaccaj
Giuseppe Vaccaj (Pesaro, 21 agosto 1836 – Pesaro, 2 ottobre 1912) è stato un pittore e politico italiano.

## Biografia
Nasce da Nicola Vaccaj (musicista, compositore e insegnante di canto, autore tra l'altro, del Metodo pratico di canto italiano da camera, diviso in quindici lezioni, edito a Londra nel 1883) e da Giulia Puppati.
Tra il 1853 e il 1857 compie gli studi di giurisprudenza e legge, prima a Urbino e poi a Pesaro e Roma, dove si trasferisce a vivere.
Pittore, si forma artisticamente alla scuola di Carlo Gavardini e Jean Achille Benouville.
Nel settembre 1860 l'esercito piemontese occupa Umbria e Marche. Vaccaj si trasferisce a Pesaro. Qui è subito nominato membro della Commissione di arruolamento per la formazione di una Guardia nazionale provvisoria e membro della Congregazione di carità. Sposa Adele Fazi e incomincia la carriera di amministratore pubblico, ricoprendo la carica di consigliere comunale e poi di assessore.
Nel 1864 nasce la figlia Beatrice e nel 1873 muore la moglie Adele. Alle cariche amministrative comunali affianca dal 1866 quelle provinciali, con le nomine a consigliere della Provincia di Pesaro e Urbino, a membro del Consiglio provinciale scolastico. 
Sindaco di Pesaro dal 1878 al 1885, si occupa, tra l'altro: della questione dell'eredità di Gioachino Rossini a vantaggio della città, che porterà alla nascita del Liceo musicale Rossini; della modernizzazione del manicomio provinciale di San Benedetto, intrattenendo una corrispondenza con Cesare Lombroso; della nascita della Scuola pratica di agricoltura; della creazione della Scuola d'arte applicata all'industria. 
Sposa Teresa Gennari nel 1883, pittrice e ottima disegnatrice, abile soprattutto nella realizzazione di disegni a carbone. 
Diviene deputato al Parlamento nel 1885, candidato di parte monarchico-liberale. Nel 1892 la sua famiglia subisce a Pesaro un attentato dinamitardo, che lo determina nella decisione di ritirarsi dall'attività politica, finché nel 1900 riceve la nomina a senatore del Regno d'Italia. 
Nell'arco della vita, così ricca di impegni pubblici, non smette mai di dipingere, né rinuncia a partecipare o a visitare le grandi esposizioni nazionali di Milano, Torino, Venezia, Firenze, e quelle internazionali di Parigi e Londra. Tra i suoi temi artistici preferiti: i paesaggi marchigiani, le immagini en plain air, gli orridi, la natura, gli alberi, il cielo, la luce.
Muore a Pesaro il 2 ottobre 1912.
L'Archivio Vaccaj è attualmente ospitato presso l'Ente Olivieri - Biblioteca e Musei Oliveriani, Pesaro.